# Heterosphecia melissoides
Heterosphecia melissoides is een vlinder uit de familie wespvlinders (Sesiidae), onderfamilie Sesiinae.
Heterosphecia melissoides is voor het eerst wetenschappelijk beschreven door Hampson in 1893. De soort komt voor in het Oriëntaals gebied.